# 东方宾馆 (广州)
东方宾馆（深交所：000524）， 位于中华人民共和国广东省广州市流花路120号，是广州唯一的一家上市五星级宾馆。1990年9月被评为五星级酒店，为中国大陆首家国营五星级酒店。2011年大股东岭南集团旗下的另外两家五星级酒店中国大酒店和花园酒店注入上市公司东方宾馆，其资产规模将扩大三倍。另在白云区还建有东方乐园，但现已结业。

## 歷史
1959年填莲塘建东楼，由林克明、麦禹喜等设计。平面呈“工”字形，占地面积4.5万平方米，建筑面积4.2万平方米，高8层。1961年10月11日建成开业，称羊城宾馆，1966年改现名。

### 安全意外
由于旧日宾馆厨房的卫生设备落后和管理不当等，在1973年广交会（春季度）举办的闭幕酒会上，发生由嗜盐菌引起的食物中毒，酒会宾客和服务员有514人出事，当中有200多人需入院治疗，事件引起国内外高度关注。事发后随即中央多部委组成联合检查组，南下广州做出近半个月的调查。为改变广交会的接待条件，后来周恩来批示从外贸部拨出专款6000多万，在广州先后再修建了流花宾馆北楼、南楼，东方宾馆西楼和白云宾馆。

## 东方宾馆实景

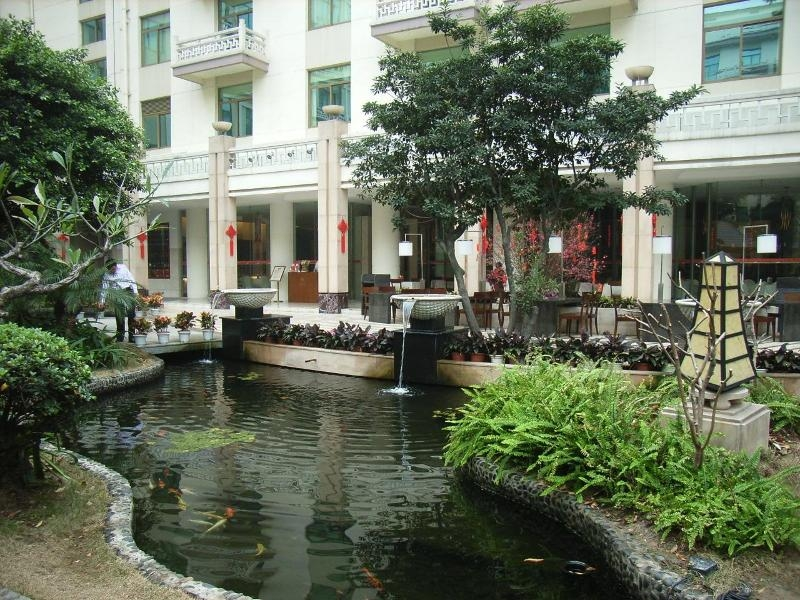
东方宾馆的园林风格
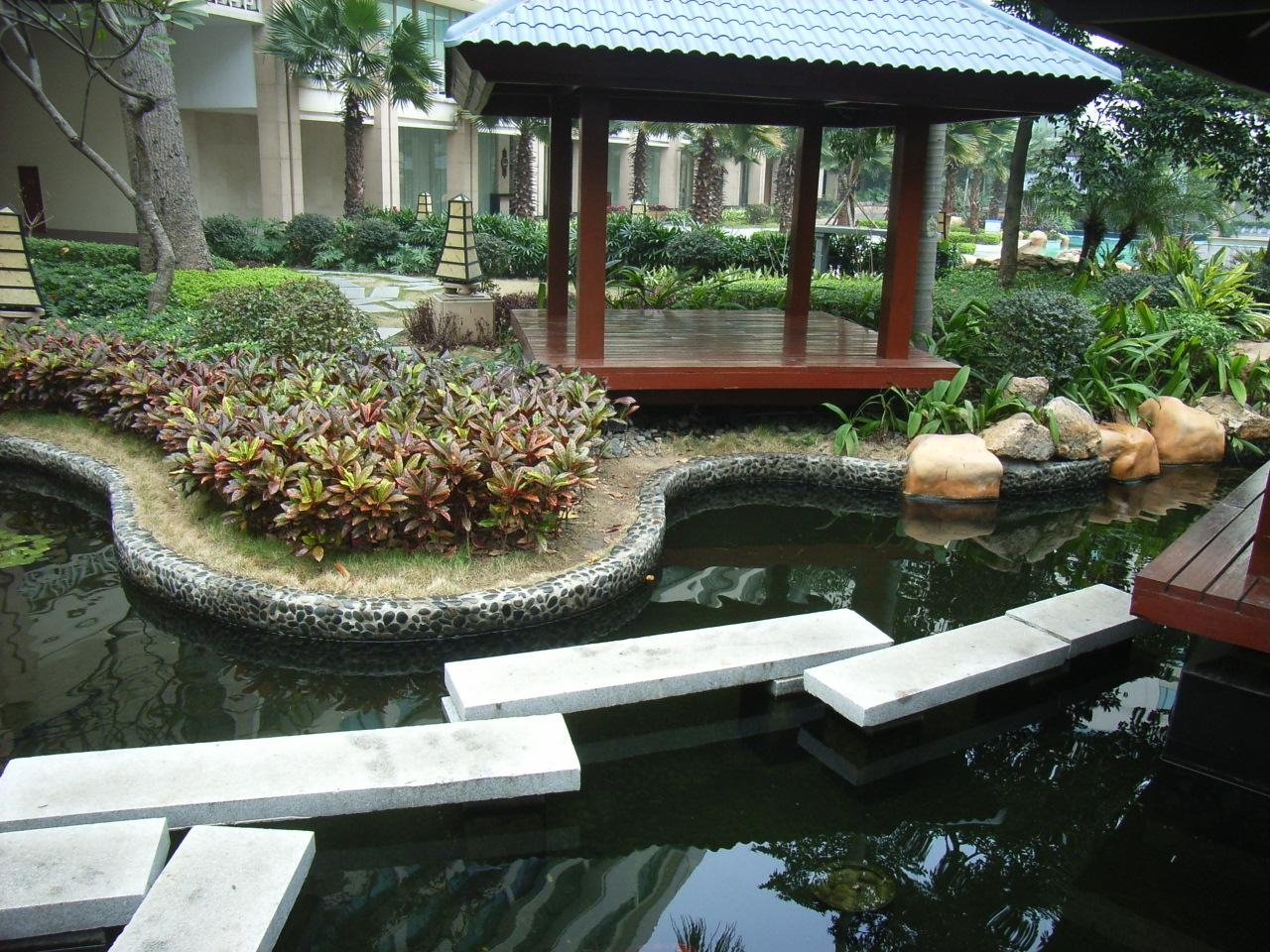
东方宾馆的园林风格
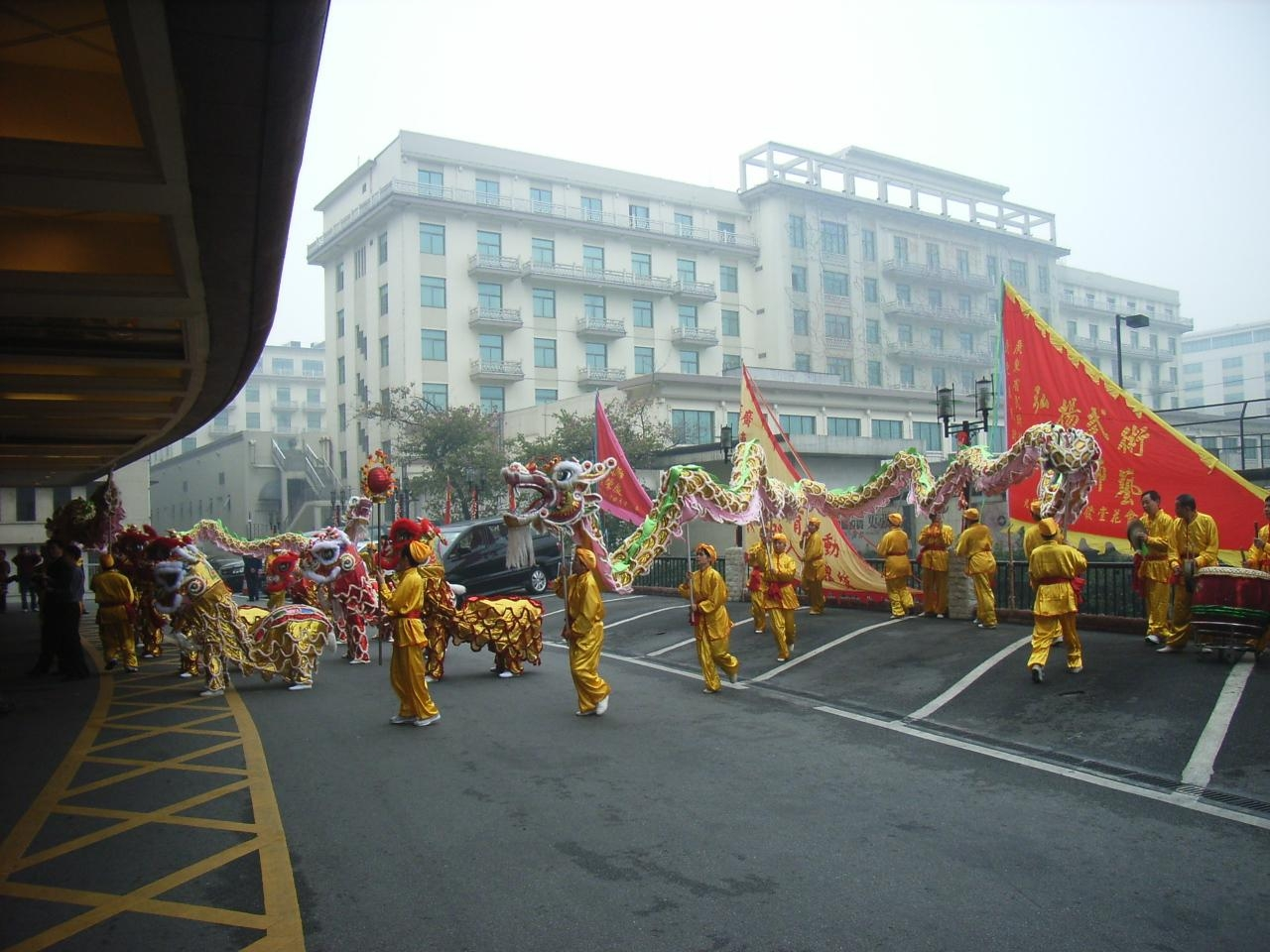
由中国大酒店正门远望的东方宾馆

## 建築設施
1973年建西楼，平面呈“┏┓”，由北、南、中三段组成，建筑面积4.18万平方米，楼高12层。东、西两楼间有9000多平方米园林景色。于1980、1985、1990、2004年四次扩建、装修、更新。宾馆采用仿古风格的建筑和园林。曾有多位中国国内外领导人下榻，包括周恩来、邓小平、撒切尔夫人、李光耀等。著名艺术家先后挥毫留墨包括刘海粟、关山月、艾青、郭沫若。
- 楼高11层
- 共有客房800余间套。新装修房间，宽带上网。
- 配备远程会议和同声传译系统的多功能会议室；可容纳2000余人，是亚洲最大酒店内会展大厅。
- 还有商务中心、康乐中心、美容中心、豪华商场等各种配套设施。
- 商务楼层、会议厅及东方宴会厅有远程会议视像服务。
- 中餐厅、法式西餐厅、自助餐厅
- 500余车位的地下停车场。
- 10000平米绿色中庭花园。
- 阳光花园泳池。
- SPA、壁球室等健身康乐专业设施。

## 宾馆邻近景点
- 越秀公园
- 流花公园
- 中山纪念堂
- 南越王墓

## 交通
- 广州地铁2号线越秀公园站
- 錦漢車站
- 广州火车站